# Love Story (álbum)
Love Story es el segundo álbum de estudio del rapero americano Yelawolf. Fue lanzado el 21 de abril de 2015, por Shady Records e Interscope Records. El álbum fue descrito por Yelawolf como un álbum más apasionado que su álbum debut. Durante el proceso de grabación se llevó a cabo principalmente en Nashville, Tennessee desde 2012 hasta 2015. La producción del disco estuvo a cargo de Yelawolf a sí mismo, junto con Eminem (que también sirvió como productor ejecutivo), malaya y WLPWR , entre otros. El álbum fue influenciado por aspectos del país y de la roca .
Love Story fue apoyada por los sencillos "Box Chevy V", "Till It's Gone", "Whiskey in a Bottle", "American You" y "Best Friend (con Eminem)". Love Story recibió críticas generalmente positivas de los críticos, que elogiaron la sensación emocional del álbum, así como su ambición y la producción, pero criticaron su longitud. El álbum debutó en el número 3 en los Billboard 200  de EE. UU., vendiendo 51 000 copias en su primera semana.

## Antecedentes
En abril de 2012, dijo Yelawolf, "El foco del álbum es la experiencia desde Radioactive (2011) y acaba de poner todo esto en un proyecto." En diciembre de 2012, Yelawolf se dirigió al estado de todos sus próximos proyectos en una entrevista. también habló sobre historia de amor , y cómo sería diferente en comparación con su esfuerzo de debut radiactivo . Él dijo: "Con radiactivo , me dio una gran cantidad de espacio creativo, y como predije que sucedería, había algunos registros que no se tradujeron a mi público."  Yelawolf también dijo que este disco contiene más pasión hacia arriba en las canciones y no hay directrices para el álbum. También dijo: "estoy diciendo la verdad acerca de muchas cosas. Este disco está en línea con lo que tiene un concepto y un tema. Esto es lo que hace mi música especial y me da ganas de seguir haciendo música. trato de ser lo más honesto que puedo con todo lo que hago.

## Lanzamiento y promoción
Desde su primer álbum lanzada en 2011 Radioactive, Yelawolf había estado de gira con Lil Wayne y Travis Barker en el I Am Music Tour. Durante el recorrido, que colaboró con frecuencia con Barker, con quien lanzó un EP , Psycho Blanca , el 13 de noviembre de 2012. En 2012, el primer álbum de Yelawolf colaborativo (The Slumdon Bridge con Ed Sheeran) y su quinta mixtape (Heart of Dixie) fueron puestos en libertad. El 14 de marzo de 2013, su sexto mixtape devoluciones Trunk Muzik , fue puesto en libertad, que contiene diez pistas con apariciones de Raekwon , Paul Wall , Killer Mike y ASAP Rocky . El mixtape también fue producido en su totalidad por su salida al productor WLPWR.

## Sencillos
El 3 de enero de 2014, anunció que Yelawolf primer sencillo del álbum sería la quinta entrega de la serie Box Chevy, titulado "Box Chevy V". Que sería lanzaría el 27 de enero de 2014, y al día siguiente, que se pondría a disposición para descarga digital . La producción de la canción manejado por WLPWR. La canción tiene un surco suave, y las características de producción WLPWR hecho abrir y cerrar las llaves y toques de guitarra. El video musical fue filmado en Granville, Tennessee, y fue puesto en libertad el 4 de abril de 2014.
El 16 de septiembre de 2014, lanza su segundo sencillo, "Till It's Gone" se estrenó el episodio 2 de la séptima temporada de Sons of Anarchy, al día siguiente, que fue lanzado en la web. El 14 de octubre de 2014, el video musical fue lanzado para "Till It's Gone". la producción de la canción fue manejado por WLPWR.
El 17 de febrero de 2015, lanza su tercer sencillo, "Whiskey in a Bottle"  fue puesto en libertad. La producción de la canción fue manejado por WLPWR.
El 23 de marzo de 2015, lanza su cuarto sencillo, "American You" fue puesto en libertad. La producción de la canción fue manejado por el malayo, coproducido por Eminem y la producción adicional por Luis Resto.
El 14 de abril de 2015, lanza su quinto sencillo, "Best Friend", con Eminem, fue puesto en libertad. La producción de la canción fue manejado por WLPWR y fue coproducido por Eminem.

## Lista de canciones
| N.º | Título                     | Escritor(es) | Producer(s)  | Duración |  |
| 1.  | «Outer Space»              | Michael Atha | WLPWR        | 4:01     |  |
| 2.  | «Change»                   | Atha         | Malay        | 3:12     |  |
| 3.  | «American You»             | Atha         | Malay        | 3:32     |  |
| 4.  | «Whiskey in a Bottle»      | Atha         | WLPWR        | 4:08     |  |
| 5.  | «Ball and Chain»           | Atha         | Yelawolf     | 1:35     |  |
| 6.  | «Till It's Gone»           | Atha         | WLPWR        | 4:35     |  |
| 7.  | «Devil in My Veins»        | Atha         | Yelawolf     | 3:58     |  |
| 8.  | «Best Friend» (con Eminem) | Atha         | WLPWR        | 5:14     |  |
| 9.  | «Empty Bottles»            | Atha         | Malay        | 4:17     |  |
| 10. | «Heartbreak»               | Atha         | Eminem       | 4:25     |  |
| 11. | «Tennessee Love»           | Atha         | WLPWR        | 4:54     |  |
| 12. | «Box Chevy V»              | Atha         | WLPWR        | 3:29     |  |
| 13. | «Love Story»               | Atha         | WLPWR        | 4:13     |  |
| 14. | «Johnny Cash»              | Atha         | Track Bangas | 4:45     |  |
| 15. | «Have a Great Flight»      | Atha         | Malay        | 5:03     |  |
| 16. | «Sky's the Limit»          | Atha         | WLPWR        | 4:28     |  |
| 17. | «Disappear»                | Atha         | Malay        | 5:14     |  |
| 18. | «Fiddle Me This»           | Atha         | WLPWR        | 3:45     |  |

Notas
- "Change" con el vocalista Jessy Wilson
- "Devil in My Veins" con el vocalista McCrary Sisters.

## Posicionamiento en lista
| Lista (2015)          | Posiciones |
| --------------------- | ---------- |
| French Albums (SNEP)  | 227        |
| German Albums (SNEP)  | 51         |
| Italian Albums (FIMI) | 65         |